# Peyrelevade

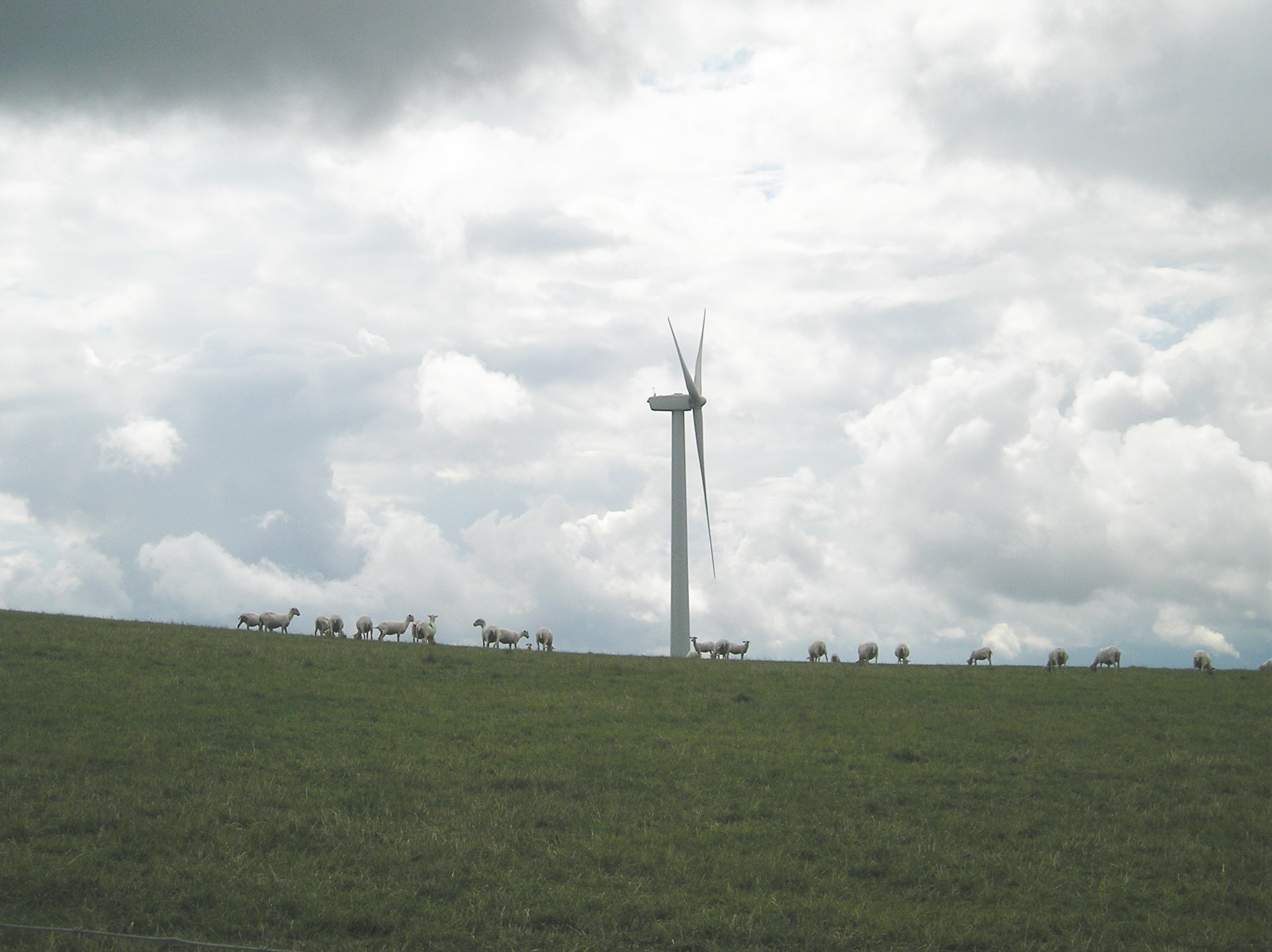
Sheep grazing below a wind turbine in Peyrelevade

Peyrelevade là một xã thuộc tỉnh Corrèze trong vùng Nouvelle-Aquitaine miền trung Pháp.